# FC 투론
FC 투론(Turon Futbol Klubi)은 우즈베키스탄 야이판을 연고지로 둔 우즈베키스탄 축구단이다. 현재 우즈베키스탄의 1부리그인 우즈베키스탄 슈퍼리그에 소속되어 있다.